# Heinrich Isaacks
Heinrich Isaacks est un footballeur namibien né le 5 mars 1985. Il évolue au poste d'attaquant.

## Carrière
- 2004-2006 : Civics FC ( Namibie)
- 2006-2008 : Sønderjysk Elitesport A/S ( Danemark)
- 2008-201. : Civics FC ( Namibie)

## Palmarès
- Champion de Namibie en 2005 et 2006 avec le Civics FC